# Dzwonek okrągłolistny
Dzwonek okrągłolistny (Campanula rotundifolia L.) – gatunek rośliny z rodziny dzwonkowatych (Campanulaceae). Występuje w strefie umiarkowanej Europy i Azji od Islandii, Irlandii i Hiszpanii na zachodzie po Sachalin i Kamczatkę na wschodzie. Na południu sięga do Włoch, Albanii, Bułgarii i wzdłuż południowej Rosji po północnej Chiny. W Polsce jest to roślina pospolita niemal w całym kraju, tylko na południowym wschodzie (Pogórzu Karpackim) rzadka.

## Morfologia

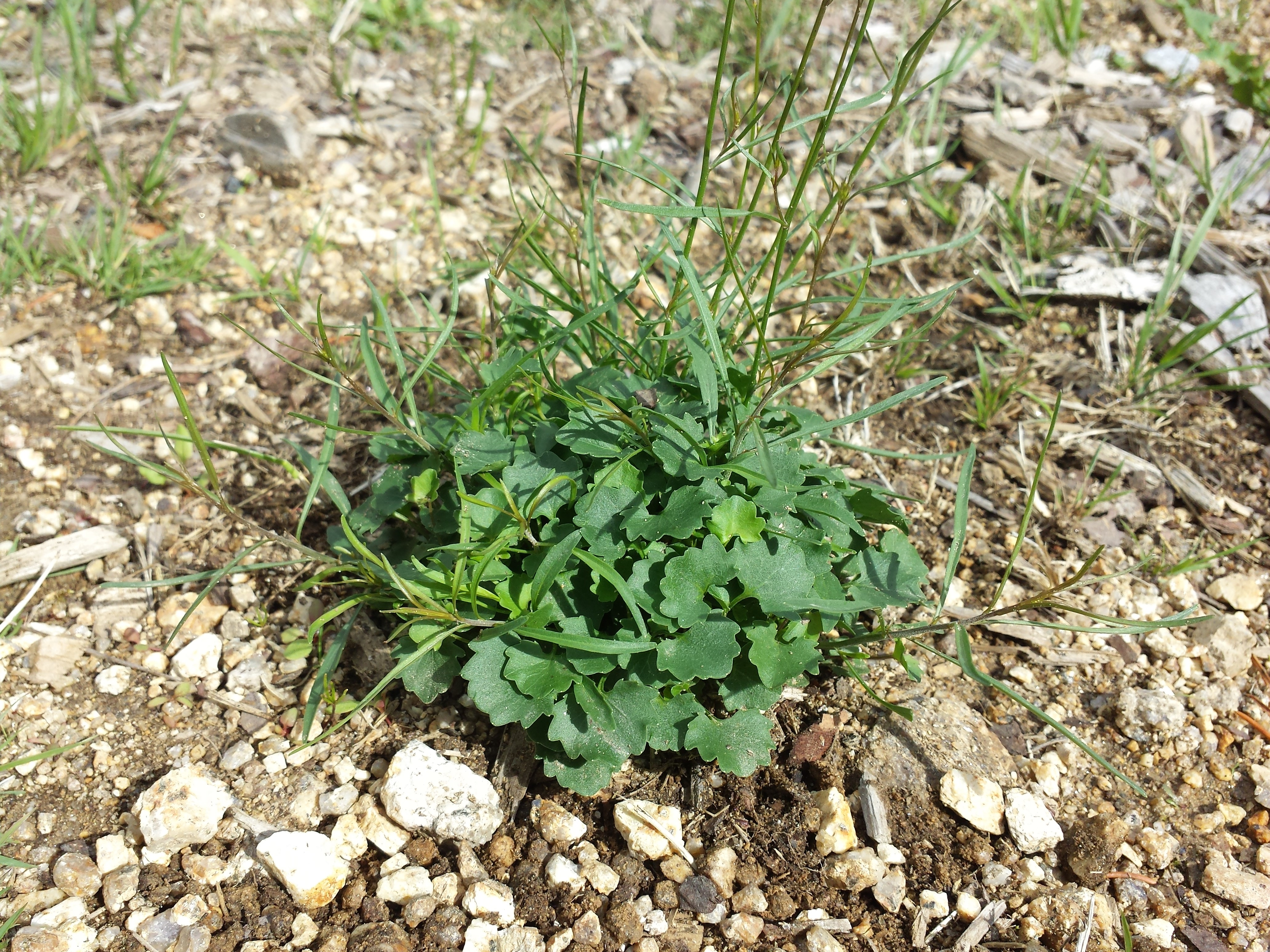
Liście

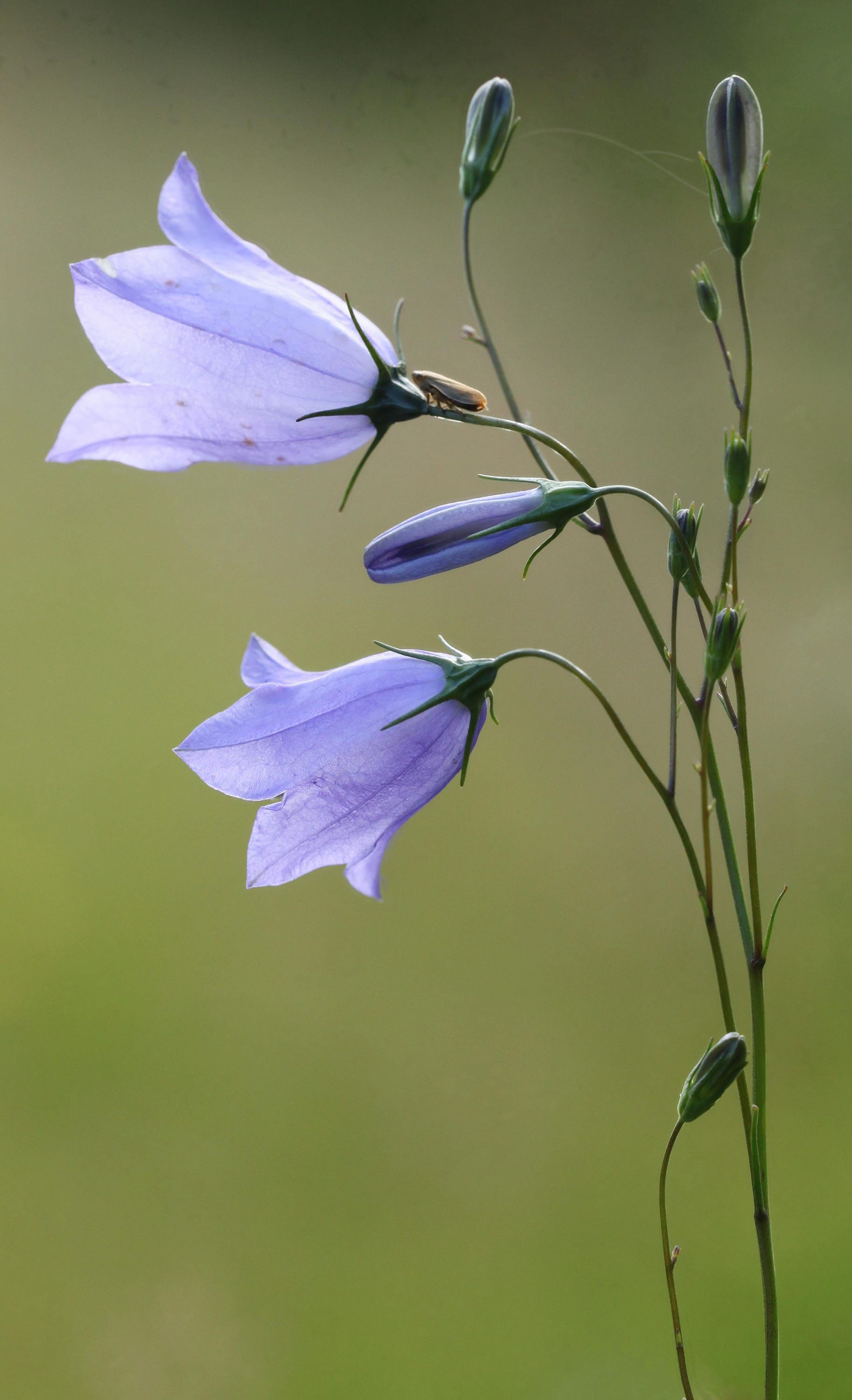
Kwiaty

PokrójRoślina trwała z czołgającym się, cienkim  kłączem. Jesienią ze znajdujących się na nim pąków wyrastają skrócone i zimujące pędy płonne.
ŁodygaWyrasta wiosną z zimujących pędów płonnych. Jest wzniesiona, delikatna, wiechowato rozgałęziona, u dołu omszona. Osiąga wysokość 15–50 cm.
LiścieDolne (różyczkowe) nerkowate, długoogonkowe zaokrąglone lub sercowate, łodygowe równo-wąsko-lancetowate (heterofilia), o szerokości najwyżej 1 cm.
KwiatyBłękitne (rzadko białe), o długości 1,2–2,2 cm z długimi ogonkami, najczęściej zwisłe, w wielokwiatowym gronie, z ząbkami wciętymi do ok. 1/3 długości. Dzwonkowata korona kwiatu ma długość 12–18 mm. Kielich zrosłodziałkowy, o szydlastych łatkach.
OwoceTorebki otwierające się trzema dziurkami przy nasadzie.

## Biologia i ekologia
Bylina, hemikryptofit, kwitnie od czerwca do października. Liście odziomkowe podczas kwitnienia rośliny przeważnie już są uschnięte.
Kwiaty są nie tylko przedprątne, ale posiadają specjalny mechanizm zapobiegający samozapyleniu. W młodych kwiatach stulonych w pąk, dojrzewające już pylniki wysypują pyłek na płatki korony pokryte drobnymi włoskami, po czym nitki pręcików kurczą się opadając wraz z pylnikami na dno kwiatowe. Wtedy dopiero dojrzewa słupek i rozchylają się płatki korony. Potem może nastąpić zapylenie krzyżowe pyłkiem przyniesionym przez owady z innego kwiatu dzwonka. Gdyby jednak z jakichś powodów nie nastąpiło zapylenie krzyżowe, roślina zapewnia sobie możliwość samozapylenia – w ostatniej fazie rozwoju kwiatów znamiona słupka ślimakowato wydłużają się dotykając włosków na płatkach, gdzie jeszcze może znajdować się pyłek.
Rośnie w murawach, widnych zaroślach i lasach, gleby piaszczyste. Gatunek wyróżniający dla zespołu (Ass.) Cephalanthero rubrae-Fagetum.

## Zastosowanie
Jest uprawiany jako roślina ozdobna. Jest w pełni mrozoodporny (strefy mrozoodporności 3–10). Rozmnaża się przez nasiona wysiewane wiosną lub przez podział wiosną lub jesienią. Może rosnąć zarówno na stanowiskach słonecznych, jak i zacienionych.